# كريستوفر غورهام
كريستوفر ديفيد غورهام (ولد في 14 أغسطس 1974) ممثل أمريكي، شارك في العديد من المسلسلات الدرامية والكوميدية عرف عن أدواره في مسلسل بيتي القبيحة (2006)، جزيرة هاربر، كان ياما كان (2011), قام بمشاركة النجمة آن هاثواي بطولة فيلم الجانب الآخر من الجنة (2001).

## روابط خارجية
- كريستوفر غورهام على موقع IMDb (الإنجليزية)
- كريستوفر غورهام على موقع ألو سيني (الفرنسية)
- كريستوفر غورهام على موقع تيرنر كلاسيك موفيز (الإنجليزية)
- كريستوفر غورهام على موقع أول موفي (الإنجليزية)
- كريستوفر غورهام على موقع قاعدة بيانات الأفلام السويدية (السويدية)
- كريستوفر غورهام على موقع إن إن دي بي (الإنجليزية)
- كريستوفر غورهام على موقع قاعدة بيانات الفيلم (الإنجليزية)
- كريستوفر غورهام على موقع كينوبويسك (الروسية)